# 보조 인자

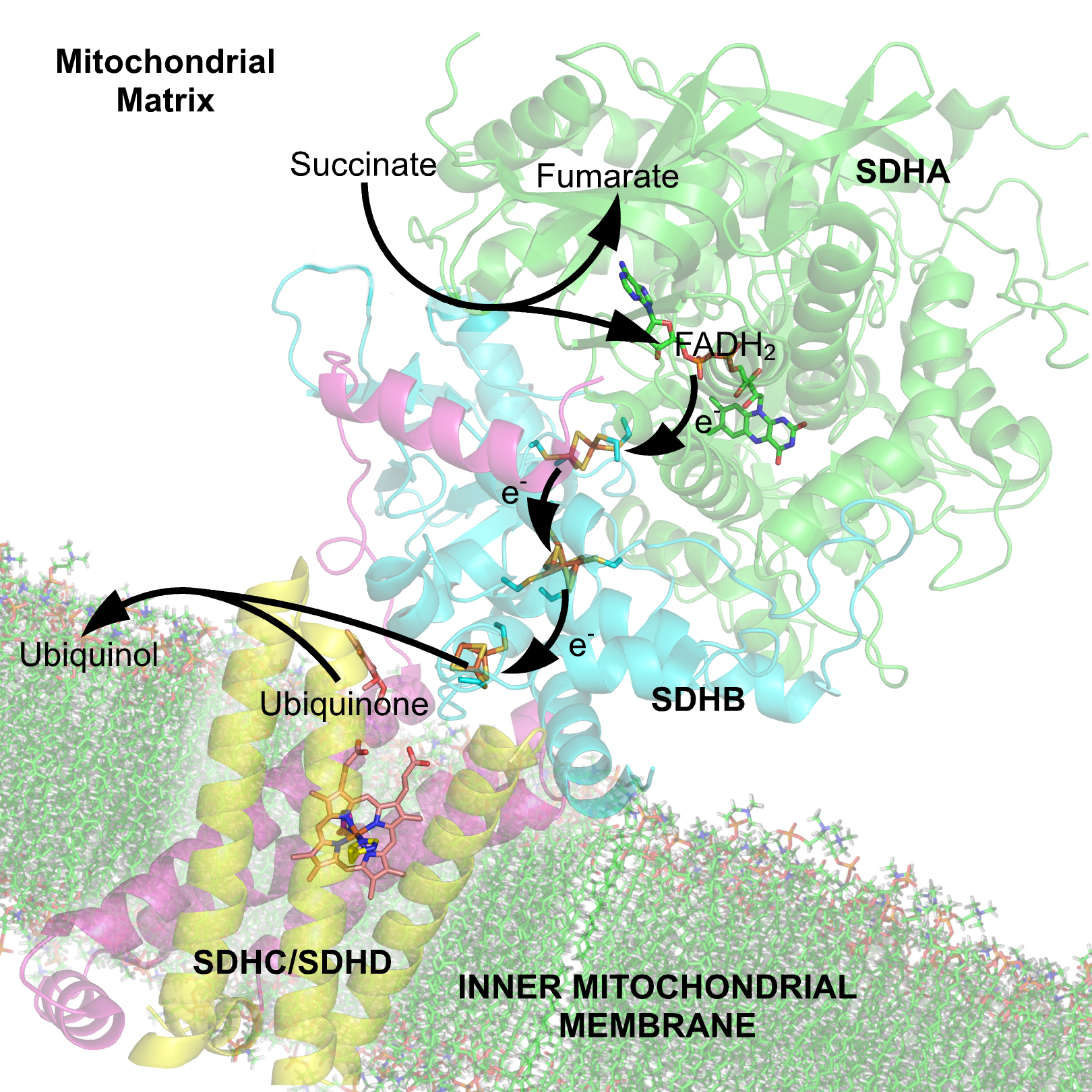
플라빈, 철-황 중심, 헴을 포함하는 여러 보조 인자들을 보여주는 석신산 탈수소효소.

보조 인자(補助因子, 영어: cofactor)는 촉매로서 효소의 활성에 필요한 비단백질성 유기 화합물 또는 금속 이온이다. 촉매는 화학 반응의 속도를 증가시키는 물질이다. 보조 인자는 생화학적 변형을 도와주는 "도우미 분자"로 간주될 수 있다. 이러한 효소에 의한 화학 반응의 속도는 효소 반응속도론에서 연구된다. 보조 인자는 일반적으로 결합을 유지하여 기능을 유도한다는 점에서 리간드와 다르다.
보조 인자는 무기 이온과 조효소(복잡한 유기 분자)의 두 가지 유형으로 나눌 수 있다. 조효소는 대부분 비타민 및 기타 유기 필수 영양소로부터 소량으로 유도된다. 일부 과학자들은 보조 인자라는 용어의 사용을 무기 물질로 제한하기도 하지만, 일반적으로 보조 인자라는 용어는 유기 화합물과 무기 화합물을 모두 포함하는 개념이다.
조효소는 두 가지 유형으로 더 나눌 수 있다. 첫 번째 유형의 조효소는 보결분자단(prosthetic group)이라고 불리며, 단단하게 또는 공유 결합으로 결합되어 있고, 단백질에 영구적으로 결합된 조효소로 구성된다. 두 번째 유형의 조효소는 보조 기질(cosubstrate)이라고 불리며, 단백질에 일시적으로 결합된다. 보조 기질은 어느 시점에서 단백질로부터 분리된 다음, 나중에 다시 단백질과 결합하여 이용될 수 있다. 보결분자단과 보조 기질은 둘 다 효소와 단백질의 반응을 촉진하는 동일한 기능을 가지고 있다. 보조 인자가 없는 비활성 효소를 주효소(主酵素, apoenzyme)라고 하며, 보조 인자가 있는 완전한 활성을 가지고 있는 효소를 전효소(全酵素, holoenzyme)라고 한다. 국제 순수·응용 화학 연합(IUPAC)은 조효소를 약간 다르게 정의하는데, 느슨하게 붙어 있는 저분자량의 비단백질 유기 화합물로서 화학 그룹 또는 전자의 해리가능한 운반체로 효소 반응에 참여하는 것으로 정의한다. 보결분자단은 각 효소의 전환 과정에서 재생되는 단백질에 단단히 결합된 비폴리펩타이드 단위로 정의한다.
일부 효소 또는 효소 복합체는 여러 보조 인자들을 필요로 한다. 예를 들어 해당과정과 시트르산 회로의 교차점에 있는 다효소 복합체인 피루브산 탈수소효소는 5가지의 유기 보조 인자와 1가지의 금속 이온을 필요로 한다. 피루브산 탈수소효소에서 티아민 피로인산(TPP)은 느슨하게 결합되어 있고, 리포아마이드, 플라빈 아데닌 다이뉴클레오타이드(FAD)는 공유 결합으로 결합되어 있으며, 니코틴아마이드 아데닌 다이뉴클레오타이드(NAD+)와 조효소 A(CoA)는 보조 기질이며, 그리고 금속 이온(Mg2+)이 포함되어 있다.
유기 보조 인자는 보통 비타민이거나 비타민으로부터 만들어진다. ATP, 조효소 A, FAD, NAD+와 같은 분자들은 그 구조의 일부분으로 뉴클레오타이드인 아데노신 일인산(AMP)을 포함하고 있다. 이러한 공통적인 구조는 원시 RNA 월드에서 리보자임의 일부로 진화해 온 것이라는 공통 기원을 반영할 수 있다. 분자의 AMP 부분은 효소가 조효소를 파악하여 서로 다른 촉매 중심 사이를 전환시킬 수 있는 일종의 "핸들"로 간주될 수 있다고 제안되었다.

## 분류
보조 인자는 플라빈, 헴과 같은 유기 보조 인자와 금속 이온인 Fe2+, Mg2+, Cu2+, Mn2+, Zn2+ 및 철-황 클러스터와 같은 무기 보조 인자의 두 가지 주요 그룹으로 나눌 수 있다.
유기 보조 인자는 때때로 조효소, 보결분자단, 보조 기질 등으로 세분화되기도 한다. 조효소라는 용어는 효소에서 보조 인자가 비타민과 같은 유기 화합물인 경우로 특히 효소와 단백질의 기능적 특성을 의미한다. 한편 보결분자단은 보조 인자가 단백질에 결합하는 성질(단단하게 또는 공유 결합으로)을 강조하므로 구조적 특성을 의미한다. 문헌의 출처에 따라 보조 인자, 조효소, 보결분자단에 대한 정의가 약간 다르다. 어떤 사람들은 단단히 결합된 유기 분자를 조효소가 아닌 보결분자단으로 간주하는 반면 다른 사람들은 효소 활성에 필요한 모든 비단백질 유기 분자들을 조효소로 정의하고 단단하게 결합된 것을 조효소 보결분자단으로 분류한다. 이러한 용어들은 종종 느슨하게 사용된다.
1980년에 《생화학 과학 동향》(Trends in Biochemistry Sciences)에 게재된 서한은 문헌에서의 혼란과 보결분자단과 조효소 그룹 간의 본질적으로 임의적인 구분을 언급하고 다음과 같이 제안했다. 여기서 보조 인자는 효소 활성에 필요한 단백질과 기질을 제외한 추가적인 물질로 보결분자단은 단일 효소 분자에 부착된 전체 촉매 회로를 겪는 물질로 정의되었다. 그러나 저자는 "조효소"에 대한 하나의 포괄적인 정의에 도달할 수 없었으며, 이 용어를 문헌에서 사용하지 말 것을 제안했다.

## 무기 보조 인자

### 금속이온
금속 이온은 일반적인 보조 인자이다. 이러한 보조 인자에 대한 연구는 생물무기화학 영역에 속한다. 영양에서 필수 미량 원소의 목록은 보조 인자로서의 역할을 반영한다. 영양에서 필수 미량 원소의 목록은 보조 인자로서의 역할을 반영한다. 사람의 경우 이 목록에는 일반적으로 철, 마그네슘, 망가니즈, 코발트, 구리, 아연, 몰리브데넘이 포함된다. 크로뮴의 결핍은 내당능장애를 유발하지만 크로뮴을 보조 인자로 사용하는 사람의 효소는 확인되지 않았다. 아이오딘은 또한 필수 미량 원소이지만, 아이오딘은 효소의 보조 인자가 아닌 갑상샘 호르몬 구조의 일부로 사용된다. 칼슘은 또 다른 특별한 경우로 사람의 식단의 구성 요소로 필요하고 산화질소 생성효소, 단백질 인산가수분해효소, 아데닐산 키네이스와 같은 많은 효소들의 완전한 활성을 위해 필요하지만, 칼슘은 알로스테릭 조절에서 이러한 효소들을 활성화시키고 종종 칼모듈린과의 복합체에서 이들 효소에 결합한다. 따라서 칼슘은 세포 신호전달 분자이며 일반적으로 칼슘이 조절하는 효소의 보조 인자로 간주되지 않는다.
어떤 생물들은 효소 보조 인자로 추가적인 금속을 필요로 한다. 이러한 금속으로는 아조토박터속 질소고정세균의 질소고정효소에 있는 바나듐, 호열성 고세균인 Pyrococcus furiosus의 알데하이드 페레독신 산화환원효소에 있는 텅스텐, 해양 규조류인 Thalassiosira weissflogii의 탄산무수화효소에 있는 카드뮴 등이 있다.
많은 경우 보조 인자는 무기 및 유기 성분을 모두 포함한다. 이러한 예로 철에 배위된 포르피린 고리로 구성된 헴 단백질이 있다.

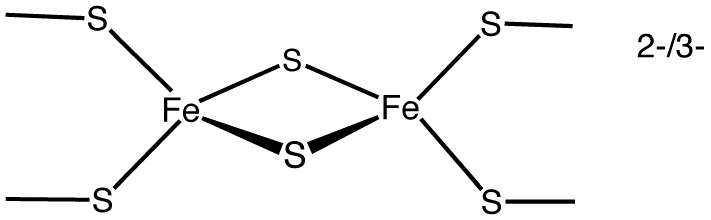
2개의 철 원자와 2개의 황 원자를 포함하는 단순한 [Fe_{2}S_{2}] 클러스터는 4개의 시스테인 잔기에 의해 조정된다.

| 이온           | 해당 이온을 포함하고 있는 효소의 예                       |
| -------------- | --------------------------------------------------------- |
| Cu2+           | 사이토크롬 c 산화효소                                     |
| Fe2+ 또는 Fe3+ | 카탈레이스 사이토크롬 (헴을 통해) 질소고정효소 수소화효소 |
| Mg2+           | 포도당 6-인산가수분해효소 헥소키네이스 DNA 중합효소       |
| Mn2+           | 아르지네이스                                              |
| Mo2+           | 질산 환원효소 질소고정효소 잔틴 산화효소                  |
| Ni2+           | 유레이스                                                  |
| Zn2+           | 알코올 탈수소효소 탄산무수화효소 DNA 중합효소             |

### 철-황 클러스터
철-황 클러스터는 시스테인 잔기에 의해 단백질 내에 포함된 철과 황 원자의 복합체이다. 철-황 클러스터는 전자전달, 산화환원 감지 및 구조 모듈을 포함한 구조적, 기능적 역할을 모두 수행한다.

## 유기 보조 인자
유기 보조 인자는 효소에 느슨하게 또는 단단히 결합되어 반응에 직접적으로 참여할 수 있는 작은 유기 분자(일반적으로 1,000 Da 미만의 분자량)이다. 유기 보조 인자가 효소에 단단히 결합되어 있어서 효소를 변성시키지 않고 유기 보조 인자를 제거하기 어려운 경우 이를 보결분자단이라고 부른다. 느슨하게 결합된 보조 인자와 단단히 결합된 보조 인자 사이에 뚜렷한 구분이 없음을 강조하는 것이 중요하다. 실제로 NAD+와 같은 많은 보조 인자들은 일부 효소에 단단히 결합될 수 있는 반면에 다른 효소에서는 느슨하게 결합되어 있다. 또 다른 예는 티아민 피로인산(TPP)으로 트랜스케톨레이스 또는 피루브산 탈카복실화효소에서는 단단히 결합되어 있는 반면, 피루브산 탈수소 효소에서는 상대적으로 느슨하게 결합되어 있다. 예를 들어 다른 조효소들, 플라빈 아데닌 다이뉴클레오타이드(FAD), 비오틴, 리포아마이드는 단단히 결합되어 있다. 단단히 결합된 보조 인자는 일반적으로 동일한 반응 주기 동안 재생되는 반면, 느슨하게 결합된 보조 인자는 다른 효소에 의해 촉매되는 후속 반응에서 재생될 수 있다. 느슨하게 결합된 보조 인자의 경우 기질 또는 보조 기질로 간주될 수도 있다.
비타민은 많은 유기 보조 인자(예: 비타민 B1, 비타민 B2, 비타민 B6, 비타민 B12, 니아신, 폴산) 또는 조효소 그 자체(예: 비타민 C)의 전구체 역할을 할 수 있다. 비타민은 신체에서 다른 기능을 수행할 수도 있다. 많은 유기 보조 인자들은 전자 운반체인 NAD+ 및 FAD와 같은 뉴클레오타이드와 아실기를 운반하는 조효소 A를 포함하고 있다. 이러한 보조 인자들의 대부분은 매우 다양한 생물종에서 발견되며, 일부 보조 인자들은 모든 생명체에 보편적으로 존재한다. 이와 같은 광범위한 분포에 대한 예외는 고세균 그룹으로 제한되는 메테인 생성균에서 진화한 고유한 보조 인자 그룹이다.

### 비타민과 그 유도체
| 보조 인자                        | 비타민          | 추가적인 구성 성분 | 전달되는 화학 그룹                     | 분포                       |
| -------------------------------- | --------------- | ------------------ | -------------------------------------- | -------------------------- |
| 티아민 피로인산                  | 티아민 (B1)     | 피로인산           | 2-탄소 그룹, α 절단                    | 세균, 고세균, 진핵생물     |
| NAD+ 및 NADP+                    | 니아신 (B3)     | ADP                | 전자                                   | 세균, 고세균, 진핵생물     |
| 피리독살 인산                    | 피리독신 (B6)   | 없음               | 아미노기 및 카복실기                   | 세균, 고세균, 진핵생물     |
| 메틸코발라민                     | 비타민 B12      | 메틸기             | 아실기                                 | 세균, 고세균, 진핵생물     |
| 코발라민                         | 코발라민 (B12)  | 없음               | 수소, 알킬기                           | 세균, 고세균, 진핵생물     |
| 비오틴                           | 비오틴 (B7)     | 없음               | CO2                                    | 세균, 고세균, 진핵생물     |
| 조효소 A                         | 판토텐산 (B5)   | ADP                | 아세틸기 및 다른 아실기                | 세균, 고세균, 진핵생물     |
| 테트라하이드로폴산               | 폴산 (B9)       | 글루탐산 잔기      | 메틸기, 폼일기, 메틸렌기 및 폼이미노기 | 세균, 고세균, 진핵생물     |
| 메나퀴논                         | 비타민 K        | 없음               | 카보닐기 및 전자                       | 세균, 고세균, 진핵생물     |
| 아스코르브산                     | 비타민 C        | 없음               | 전자                                   | 세균, 고세균, 진핵생물     |
| 플라빈 모노뉴클레오타이드        | 리보플라빈 (B2) | 없음               | 전자                                   | 세균, 고세균, 진핵생물     |
| 플라빈 아데닌 다이뉴클레오타이드 | 리보플라빈 (B2) | ADP                | 전자                                   | 세균, 고세균, 진핵생물     |
| 조효소 F420                      | 리보플라빈 (B2) | 아미노산           | 전자                                   | 메테인 생성균 및 일부 세균 |

### 비비타민
| 보조 인자                           | 전달되는 화학 그룹                 | 분포                           |
| ----------------------------------- | ---------------------------------- | ------------------------------ |
| 아데노신 삼인산                     | 인산기                             | 세균, 고세균, 진핵생물         |
| S-아데노실 메티오닌                 | 메틸기                             | 세균, 고세균, 진핵생물         |
| 조효소 B                            | 전자                               | 메테인 생성균                  |
| 조효소 M                            | 메틸기                             | 메테인 생성균                  |
| 조효소 Q                            | 전자                               | 세균, 고세균, 진핵생물         |
| 사이티딘 삼인산                     | 다이아실글리세롤 및 지질 머리 그룹 | 세균, 고세균, 진핵생물         |
| 글루타티온                          | 전자                               | 일부 세균 및 대부분의 진핵생물 |
| 헴                                  | 전자                               | 세균, 고세균, 진핵생물         |
| 리포아마이드                        | 전자, 아실기                       | 세균, 고세균, 진핵생물         |
| 메타노퓨란                          | 폼일기                             | 메테인 생성균                  |
| 몰리브도프테린                      | 산소 원자                          | 세균, 고세균, 진핵생물         |
| 당뉴클레오타이드                    | 단당류                             | 세균, 고세균, 진핵생물         |
| 3'-포스포아데노신-5'-포스포설페이트 | 황산기                             | 세균, 고세균, 진핵생물         |
| 피롤로퀴놀린 퀴논                   | 전자                               | 세균                           |
| 테트라하이드로바이오프테린          | 산소 원자 및 전자                  | 세균, 고세균, 진핵생물         |
| 테트라하이드로메타노프테린          | 메틸기                             | 메테인 생성균                  |

### 대사 중간생성물로서의 보조 인자

니코틴아마이드 아데닌 다이뉴클레오타이드의 산화환원반응

물질대사는 광범위한 화학 반응을 포함하고 있지만, 대부분은 작용기의 전달을 포함하는 몇 가지 기본적인 반응 유형들로 구분할 수 있다. 이러한 화학 반응들은 세포가 작은 세트의 대사 중간생성물들을 사용하여 서로 다른 반응들 사이에 화학 작용기들을 운반할 수 있도록 한다. 이러한 작용기 전달 중간생성물은 보통 조효소라고 부르는 느슨하게 결합된 유기 보조 인자이다.
작용기 전달 반응의 각 부류는 작용기를 생성하는 효소 세트의 기질인 특정 보조 인자와 이러한 작용기를 소비하는 효소 세트에 의해 수행된다. 이러한 반응의 예는 니코틴아마이드 아데닌 다이뉴클레오타이드(NAD+)를 보조 인자로 사용하는 탈수소효소이다. 수백 가지 유형의 효소가 기질로부터 전자를 NAD+로 전달하여 NADH로 환원시킨다. 이러한 환원된 보조 인자는 기질을 환원시키기 위해 전자를 필요로 하는 세포 내 환원효소의 기질이 된다.
따라서 이러한 보조 인자는 물질대사의 일부로 지속적으로 재사용된다. 예를 들어 인체의 ATP의 총량은 약 0.1몰이다. 이러한 ATP는 계속해서 ADP로 분해되고, 다시 ATP로 합성된다. 따라서 어떤 주어진 시간에서 ATP+ADP의 총량은 상당히 일정하다. 사람이 매일 사용하는 에너지는 100~150몰의 ATP가 가수분해될 때 나오는 에너지이며, 이는 약 50~75 kg에 해당하는 양이다. 일반적인 상황에서 사람은 하루 동안 자신의 체중 만큼의 ATP를 소모한다. 이는 각 ATP 분자가 매일 1,000~1,500회 재활용된다는 것을 의미한다.

### 진화
ATP 및 NADH와 같은 유기 보조 인자는 알려진 모든 형태의 생명체에 존재하며 물질대사의 핵심적인 부분을 담당한다. 이러한 보편성은 이들 분자가 생명 역사의 초기부터 진화해 왔다는 것을 나타낸다. 따라서 현존하는 보조 인자들 중 일부는 약 38억년 전에 출현한 최초의 생명체에 존재했을 수도 있다.
유기 보조 인자는 지구 상의 생명체의 역사에서 훨씬 더 일찍 존재했을 수도 있다. 아데노신의 뉴클레오타이드는 메틸기, 아실기, 포스포릴기 전달과 같은 기본적인 대사 반응과 산화환원반응을 촉매하는 보조 인자에 존재한다. 따라서 이러한 보편적인 화학적 골격은 RNA 월드의 잔재로 제안되었으며, 초기 리보자임은 제한된 세트의 뉴클레오타이드 및 관련 화합물에 결합하도록 진화해 왔다. 아데노신 기반의 보조 인자는 원래 다른 보조 인자에 결합하도록 진화했던 기존의 아데노신 결합 도메인의 작은 변형을 통해 효소와 리보자임이 새로운 보조 인자에 결합할 수 있도록 하는 상호교환 가능한 어댑터 역할을 한 것으로 생각된다. 새로운 사용을 위해 미리 진화된 구조를 적응시키는 과정을 굴절적응(exaptation)이라고 한다.
컴퓨터 프로그램인 IPRO는 최근 Candida boidinii의 자일로스 환원효소의 보조 인자인 NADPH에 대한 특이성을 NADH로 바꾸는 돌연변이를 예측했다.

### 역사
최초로 발견된 유기 보조 인자는 아서 하든과 윌리엄 영(William Young)이 1906년에 확인한 NAD+이다. 그들은 가열하지 않은 효모 추출물에 가열한 효모 추출물을 첨가하면 알코올 발효가 크게 가속화된다는 사실을 발견했다. 이에 가열해도 파괴되지 않는 미확인 인자를 "coferment"라고 불렀다. 한스 폰 오일러켈핀은 효모 추출물을 어렵게 정제하여 이러한 열안정 인자가 당뉴클레오타이드 인산염이라는 것을 확인했다. 다른 보조 인자들은 20세기에 확인되었는데, ATP는 1929년에 칼 로만(Karl Lohmann)에 의해 분리되었고, 조효소 A는 1945년에 프리츠 앨버트 리프먼에 의해 발견되었다.
이들 분자의 기능은 처음에는 설명하기 힘들었지만, 1936년에 오토 하인리히 바르부르크는 수소화물 전달에서 NAD+의 기능을 확인했다. 이러한 발견은 1940년대 초에 당의 산화와 ATP의 생성 사이의 연관성을 확립한 헤르만 칼카르(Herman Kalckar)의 연구로 이어졌다. 이것으로 1941년에 프리츠 앨버트 리프먼이 제안한 에너지 전달에서의 ATP의 중심적인 역할이 확인되었다. 이후, 1949년에 모리스 프리드킨(Morris Friedkin)과 앨버트 레스터 레닌저(Albert Lester Lehninger)는 NAD+가 시트르산 회로 및 ATP 합성과 같은 대사 경로들을 연결한다는 것을 증명했다.

## 단백질 유래 보조 인자
많은 효소에서 보조 인자로 작용하는 부분은 단백질 서열 일부의 번역 후 변형에 의해 형성된다. 이것은 종종 단백질의 기능을 위해 금속 이온과 같은 외부 결합 인자의 필요성을 대체한다. 잠재적인 변형은 방향족 잔기의 산화, 잔기 간의 결합, 절단 또는 고리 형성이 될 수 있다. 이러한 변형은 아미노산이 일반적으로 새로운 기능을 획득한다는 점에서 인산화, 메틸화, 글리코실화와 같은 다른 번역 후 변형과는 다르다. 이것은 단백질의 기능을 증가시킨다. 변형되지 않은 아미노산은 일반적으로 산-염기 반응으로 제한되며, 잔기의 변형은 단백질의 친전자성 부위 또는 자유 라디칼을 안정화시키는 능력을 제공할 수 있다. 보조 인자 생성의 예로는 두 개의 트립토판 곁사슬에서 유래된 트립토판 트립토필퀴논(TTQ)과 Ala-Ser-Gly 모티프에서 유래된 4-메틸리덴-이미다졸-5-온(MIO)이 있다. 단백질 유래 보조 인자의 특성화는 X선 결정학 및 질량분석법을 사용하여 수행된다. 시퀀싱은 변경된 부위를 쉽게 식별하지 못하기 때문에 구조 데이터가 필요하다.

## 비효소 보조 인자
비효소 보조 인자라는 용어는 생물학의 다른 영역에서 단백질이 기능하는 데 활성화되거나 불활성화되거나 또는 요구되는 비단백질(또는 단백질) 분자들을 보다 더 광범위하게 지칭하는 데 사용된다. 예를 들어 수용체 단백질에 결합하여 활성화시키는 호르몬과 같은 리간드는 보조 인자 또는 보조활성인자(coactivator)라고 하는 반면, 수용체 단백질을 억제하는 분자는 보조억제인자(corepressor)라고 한다. 그러한 예 중 하나는 감각 뉴런에서 자주 발견되는 수용체의 G 단백질 연결 수용체 패밀리이다. 수용체에 결합하는 리간드는 G 단백질을 활성화한 다음 효소를 활성화시켜 효과인자를 활성화시킨다. 혼동을 피하기 위해 리간드 결합 매개 활성화 또는 억제하는 단백질을 공동조절인자(coregulator)로 하자는 것이 제안되었다.

## 같이 보기
- 효소
- 효소 촉매작용
- 무기화학
- 유기금속화학
- 생물유기금속화학
- 보조인자공학
- 사이토크롬 P450

## 더 읽을거리
- Bugg, Tim (1997). 《An introduction to enzyme and coenzyme chemistry》. Oxford: Blackwell Science. ISBN 978-0-86542-793-8.